# اولریکه لوناچک
اولریکه لوناچک (انگلیسی: Ulrike Lunacek؛ زادهٔ ۲۶ مهٔ ۱۹۵۷) سیاست‌مدار، روزنامه‌نگار، و مترجم اهل اتریش است. وی سابقاً عضو پارلمان اروپا به نمایندگی اتریش و از حزب سبزها – سبزهای آلترناتیو (بخشی از حزب سبز اروپا) است. وی در سال ۲۰۱۷ کاندیدای اصلی حزب سبز در انتخابات سراسری اتریش بود که در آن این حزب شکست تاریخی خورد و حتی یک کرسی در مجلس بدست نیاورد، اتفاقی که از سال ۱۹۸۳ نیفتاده بود.
لوباچک به عنوان نایب رئیس مجلس پارلمان اروپا بین سال‌های ۲۰۰۹ تا ۲۰۱۷ خدمت کرد و رئیس نمایندگی سبزها – سبزهای آلترناتیو در پارلمان اروپا بود. بعد از شکست سبزها در انتخابات ۲۰۱۷ وی از همه سمت‌هایش کناره‌گیری کرد.